# فلیوولاند
فلیوولاند (به هلندی: Flevoland) دوازدهمین و تازه‌ترین استان کشور هلند است.
مرکز این استان لیلی‌استاد و پرجمعیت‌ترین شهر آن، آلمیره است.
این استان از سه منطقه پلدر شمال شرقی (نورداوست‌پُلدر)، فلفولانت شرقی و فلفولانت جنوبی تشکیل شده است که هر سه آن مناطق، زمین‌هایی هستند که به‌طور مصنوعی و به دست انسان از دریا خشک شده‌اند.
زمین‌های این استان پیش از خشک شدن بخشی از دریای شمالی بوده‌اند.